# Ерзинджан
Ерзинджан (на турски: Erzincan) е град в Република Турция, център на вилает Ерзинджан. Населението на града е около 160 000 жители (2000).

## История
При избухването на Балканската война в 1912 година 11 души от Ерзинджан са доброволци в Македоно-одринското опълчение.

## Личности
Родени в Ерзинджан
- Хумяк Абрамян, 18-годишен, македоно-одрински опълченец, дърводелец, 12 лозенградска дружина[2]